# 丙烯亚胺
丙烯亚胺是一种有机化合物，属于仲胺。其化学式为CH3CH(NH)CH2，为无色可燃液体。

## 用途
丙烯亚胺可用于造纸、纺织、橡胶、制药、涂料工业。而利用丙烯亚胺中氮丙环的开环反应，也可以合成树形聚合物。

## 对健康的影响
美国国家职业安全卫生研究所（NIOSH）认为，丙烯亚胺属于潜在职业性致癌物；同时，本物质也被列入国际癌症研究机构二B类致癌物清单。